# Giraldo Alayón
Giraldo Alayón García (* 5. Dezember 1946 in San Antonio de los Baños) ist ein kubanischer Biologe. Sein Forschungsschwerpunkt ist die Arachnologie.

## Leben
Ab 1966 studierte Alayón zunächst Physik und ab 1968 Biologie an der Universität von Havanna, wo er 1973 zum Bachelor in Entomologie graduierte. Von 1974 bis 1982 war er Leiter der entomologischen Abteilung am ehemaligen zoologischen Institut der Academia de Ciencias de Cuba. Zwischen 1982 und 1984 arbeitete er als Lehrer für eine Reihe von Universitäten und weiterführenden Schulen, wo er in einer Vielzahl von Fächern wie Astronomie, Biologie, Physik und Englisch unterrichtete. Von 1984 bis 1985 war er Biologe am Gesundheitsministerium. Von 1985 bis 1988 war er in der Hauptabteilung für Naturschutz der Empresa Nacional para la Protección de la Flora y Fauna tätig. 1988 wurde er Kurator an der Spinnen-Abteilung des Museo Nacional de Historia Natural in Havanna. Im Jahr 2000 wurde er an der Universität von Havanna zum Doktor der Wissenschaften promoviert.
Alayón gehört zu den führenden Spinnenexperten der Karibik. Er hat mehr als 150 Artikel über die Systematik und Biogeographie von Spinnen und anderen Gliedertieren in der Region sowie im Jahr 2007 das Buch The Spiders and Their Relatives of St. Vincent & the Grenadines und im Jahr 2017 die Schrift The history of scientific relations between Cuba and the American Museum of Natural History (AMNH). 160 years of collecting and collaborating (1857–2017) veröffentlicht.
Neben der Arachnologie befasst sich Alayón mit der Ornithologie. Er ist seit 1977 ein professioneller Vogelbeobachter und veröffentlichte 15 wissenschaftliche Artikel über die kubanische Avifauna. 1986 gehörte er neben Lester L. Short, Jennifer F. M. Horne, George B. Reynard und Alberto R. Estrada zu einem Team von Wissenschaftlern, dem es gelang den Kubanischen Elfenbeinspecht (Campephilus principalis bairdii) kurzfristig wiederzuentdecken. Im März 1987 unternahm er mit seiner Frau Aimé Posada und Alberto Estrada eine weitere Expedition in die Bergregion Cuchillas del Toa im östlichen Kuba, die seit 2001 Teil des Alexander-von-Humboldt-Nationalparks ist. Das Team konnte noch einmal ein Weibchen beobachten, was als letzter offizieller Nachweis über den Fortbestand des Kubanischen Elfenbeinspechts gilt.
Alayón bereiste verschiedene Inseln der Kleinen Antillen und besuchte mehrfach die Vereinigten Staaten, wo er am American Museum of Natural History, an der Smithsonian Institution, am Museum of Comparative Zoology, am Field Museum of Natural History, an der Academy of Natural Sciences, am Peabody Museum of Natural History, am University of Michigan Museum of Zoology und an der California Academy of Sciences forschte. Von 1995 bis 2001 war er Präsident der Cuban Zoological Society.

## Dedikationsnamen

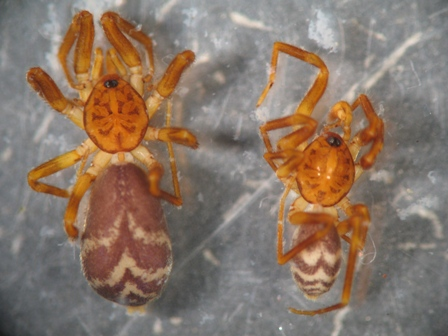
Im Jahr 2010 wurde die Spinnenart Cubanops alayoni nach Giraldo Alayón benannt

Nach Alayón sind die Anolisart Anolis alayoni sowie die Spinnenarten Cyclosa alayoni, Citharacanthus alayoni, Centruroides alayoni und Cubanops alayoni benannt.